# Sabroso de Aguiar
Sabroso de Aguiar é uma povoação portuguesa sede da Freguesia de Sabroso de Aguiar do Município de Vila Pouca de Aguiar, freguesia com 12,07 km² de área e 548 habitantes (censo de 2021), tendo, por isso, uma densidade populacional de 45,4 hab./km².
Está situada 10 km a norte da sede do município. Inclui no seu território um único lugar, Sabroso de Aguiar.
A freguesia, foi criada pela Lei nº 51-C/93, de 9 de julho, com lugares desanexados da freguesia de Vreia de Bornes.

## Demografia
A população registada nos censos foi:
| Distribuição da População por Grupos Etários | Distribuição da População por Grupos Etários | Distribuição da População por Grupos Etários | Distribuição da População por Grupos Etários | Distribuição da População por Grupos Etários |
| -------------------------------------------- | -------------------------------------------- | -------------------------------------------- | -------------------------------------------- | -------------------------------------------- |
| Ano                                          | 0-14 Anos                                    | 15-24 Anos                                   | 25-64 Anos                                   | > 65 Anos                                    |
| 2001                                         | 109                                          | 104                                          | 366                                          | 129                                          |
| 2011                                         | 105                                          | 62                                           | 356                                          | 161                                          |
| 2021                                         | 50                                           | 72                                           | 264                                          | 162                                          |